# مدل حالت هیجانی پاد

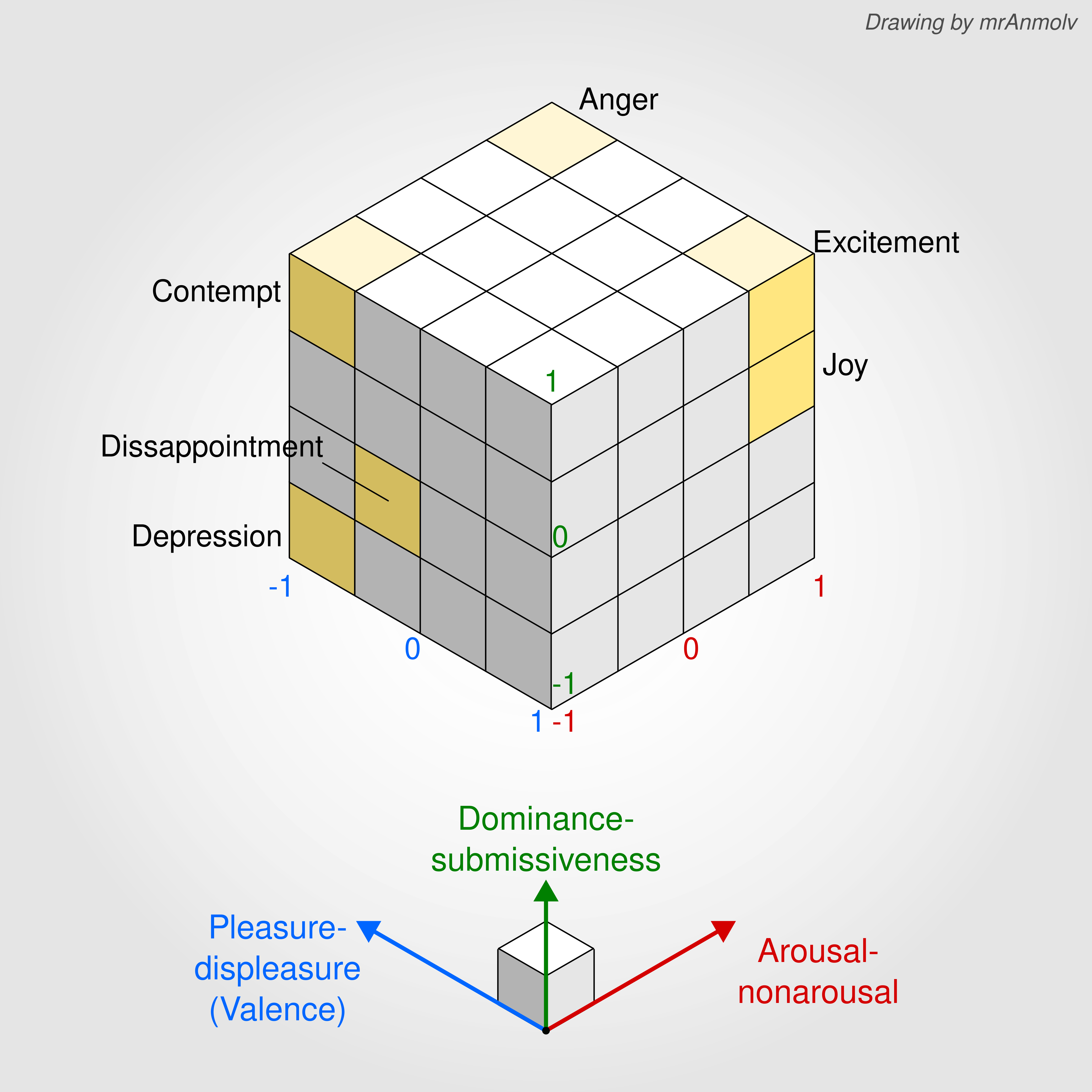
مدل پاد

مدل حالت هیجانی پاد یک الگوی روانشناختی است که توسط آلبرت محرابیان و جیمز ا. راسل (۱۹۷۴ و بعد از آن) برای توصیف و سنجش حالات عاطفی تعریف شد. مدل پاد از سه بعد عددی، لذت، تحریک پذیری و سلطه استفاده می‌کند تا تمام احساسات را نمایان کند. کاربرد اولیه آن در یک تئوری روانشناسی محیط بود، که ایده اصلی این بود که محیط‌های فیزیکی از طریق تأثیر عاطفی بر افراد تأثیر می‌گذارند. این مدل توسط پیتر لنگ و همکارانش برای ارائه یک تئوری فیزیولوژیکی احساسات مورد استفاده قرار گرفت. همچنین توسط جیمز ا. راسل برای تهیه تئوری اپیزودهای عاطفی (رویداده‌ای احساسی نسبتاً کوتاه) استفاده شد. بخش PA از PAD به یک مدل دور از تجربه حسی تبدیل شد و آن دو بعد «تأثیر اصلی» نامیده شدند. بخش D از PAD به عنوان بخشی از فرایند ارزیابی در یک اپیزود احساسی به تصویر کشیده شد. (ارزیابی شناختی هیجان وضعیت). یک نسخه کامل تر از این رویکرد، تئوری ساخت روانشناختی احساسات نامیده می‌شود.
از مدل پاد (لذت، تحریک پذیری و سلطه) برای بررسی ارتباطات غیر کلامی مانند زبان بدن در روانشناسی استفاده شده‌است. همچنین در بازاریابی مصرف‌کننده و ساخت شخصیت‌های انیمیشن که بیان عواطف در دنیاهای مجازی است، کاربرد دارد.

## ساختار بعدی
پاد از مقیاس‌های سه بعدی استفاده می‌کند که از نظر تئوری می‌توانند دارای مقادیر عددی باشند. ساختار بعدی یادآور اثر قرن نوزدهم ویلهلم ووند است که از یک سیستم سه بعدی و همچنین اثر قرن بیستم چارلز اِسگود نیز استفاده کرده‌است.
مقیاس لذت و نارضایتی میزان احساس خوشایند یا ناخوشایند نسبت به چیزی را اندازه‌گیری می‌کند. به عنوان مثال، هم عصبانیت و هم ترس احساسات ناخوشایند می‌باشند و هر دو از طرف نارضایتی امتیاز می‌گیرند؛ و شادی یک احساس خوب است.
مقیاس تحریک - برانگیختگی میزان احساس انرژی و کرختی را اندازه می‌گیرد. اما این شدت احساسات نیست - زیرا غم و اندوه و افسردگی می‌توانند احساسات شدید برانگیخته باشند. در حالی که هر دو خشم و جنون عواطف ناخوشایند هستند، جنون شدت بیشتری یا حالت برانگیختگی بالاتر دارد. با این وجود کسالت که یک حالت ناخوشایند است، از یک مقدار برانگیختگی پایین‌تری برخوردار است.
مقیاس تسلط بیانگر کنترل‌کننده و غالب در مقابل مطیع بودن است. به عنوان مثال، هر چند ترس و عصبانیت عواطف ناخوشایند هستند، عصبانیت یک احساس غالب است، در حالی که ترس یک احساس مطیع است.
نسخه کوتاه‌تر آن از مدل فقط از ۴ مقدار برای هر بعد استفاده می‌کند و فقط ۶۴ مقدار را برای احساسات احتمالی فراهم می‌کند. به عنوان مثال، عصبانیت احساسی کاملاً ناخوشایند، کاملاً برانگیخته و نسبتاً مسلط است، در حالی که کسالت کمی ناخوشایند، کاملاً غیر آزاردهنده و عمدتاً غیر غالب است.

## برنامه‌های کاربردی

### بازار یابی
مدل مختصر نیز در مطالعات سازمانی مورد استفاده قرار گرفته‌است که در آن احساسات نسبت به اشخاص خاص یا محصولاتی که توسط آنها بازاریابی می‌شود اندازه‌گیری می‌شود.
از مدل پاد در بررسی رفتار مصرف‌کننده در فروشگاه‌ها، برای تعیین اثرات لذت و برانگیختگی در مواردی مانند زمان اضافی صرف شده در فروشگاه و هزینه‌های غیرمترقبه استفاده شده‌است.

### شخصیت‌های عاطفی مجازی
از مدل پاد در ساخت انیمیشن نیز، که عواطف خود را نشان می‌دهند استفاده شده‌است. به عنوان مثال، بکر و همکاران توضیح می‌دهند که چگونه احساسات اولیه و ثانویه را می‌توان از طریق فضای پاد به صورت خطوط سرزنده برای منعکس کردن شادی، بی‌حوصلگی، ناامیدی یا ناراحتی ترسیم کرد. لنس و همکاران نیز در مورد نحوه استفاده از مدل پاد برای مطالعه رفتار نگاه خیره در عوامل انیمیشن بحث و تبادل نظر کرده‌اند.
ژانگ و همکارانش همچنین توضیح دادند که چگونه می‌توان از مدل پاد برای اختصاص احساسات خاص به چهره‌های آواتارها استفاده کرد. در این روش از مدل PAD به عنوان یک فضای عاطفی سطح بالا استفاده می‌شود و فضای سطح پایین‌تر، پارامترهای پویانمایی مگا فور می‌باشد؛ و پارامترهای سطح میانی (PEP) در یک ساختار دو سطحی استفاده می‌شود: نقشه‌برداری PAD-PEP و مدل انتقال PEP-FAP.